# Sven Broman (journalist)
Sven Broman, född 1922 i Kramfors, död 1998, var en svensk journalist.
Broman var chefredaktör för Teknikens Värld, chefredaktör på Året Runt och förlagsredaktör på Åhlén & Åkerlund. Under hans tid på Året Runt gick tidningen från en upplaga på 46 000 till 355 000 och blev Sveriges största veckotidning.
Sven Broman fick 1979 Stora Journalistpriset, vilket han såg som en eloge för hederlig förströelsejournalistik.
Sven Broman ingick även i den blivande kung Carl XVI Gustafs massmedieråd på 1970-talet och var personlig vän med Greta Garbo.
Wahlström & Widstrand publicerade 1990 hans intervjubok Greta Garbo berättar för Sven Broman, med ett gediget personregister och fotografier från såväl privata som bolagsägda bildarkiv.